# هربرت رونجه
هربرت رونجه (بالألمانية: Herbert Runge) مواليد 23 يناير 1913 في الإمبراطورية الألمانية - الوفاة 11 مارس 1986 في فوبرتال، شمال الراين-وستفاليا، ألمانيا الغربية، كان ملاكم محترف ألماني صنّف ضمن فئة الوزن الثقيل. سبق أن شارك في دورة الألعاب الأولمبية الصيفية سنة 1936 وحقق الميدالية الذهبية فيها.

## إحصائيات
خاض خلال مسيرته 25 نزالا، فاز في 5 وتعادل في 6 وخسر في 13 or 14. فاز بالضربة القاضية في 1 نزالا.

## الميداليات
| الميدالية | المسابقة                       |
| --------- | ------------------------------ |
| ذهبية     | الألعاب الأولمبية الصيفية 1936 |

## روابط خارجية
- هربرت رونج على موقع بوكس ريك (الإنجليزية) (registration required)
- هربرت رونج على موقع اللجنة الأولمبية الدولية (الإنجليزية)
- هربرت رونج على موقع أوليمبيديا (الإنجليزية)